# Garber (Oklahoma)
Garber es una ciudad ubicada en el condado de Garfield en el estado estadounidense de Oklahoma. En el año 2010 tenía una población de 822 habitantes y una densidad poblacional de 632,31 personas por km².

## Geografía
Garber se encuentra ubicada en las coordenadas 36°26′12″N 97°34′55″O / 36.43667, -97.58194 (36.436576, -97.581987).

## Demografía
Según la Oficina del Censo en 2000 los ingresos medios por hogar en la localidad eran de $25,000 y los ingresos medios por familia eran $32,778. Los hombres tenían unos ingresos medios de $27,417 frente a los $18,750 para las mujeres. La renta per cápita para la localidad era de $13,284. Alrededor del 12.4% de la población estaban por debajo del umbral de pobreza.